# Литовские традиционные кресты

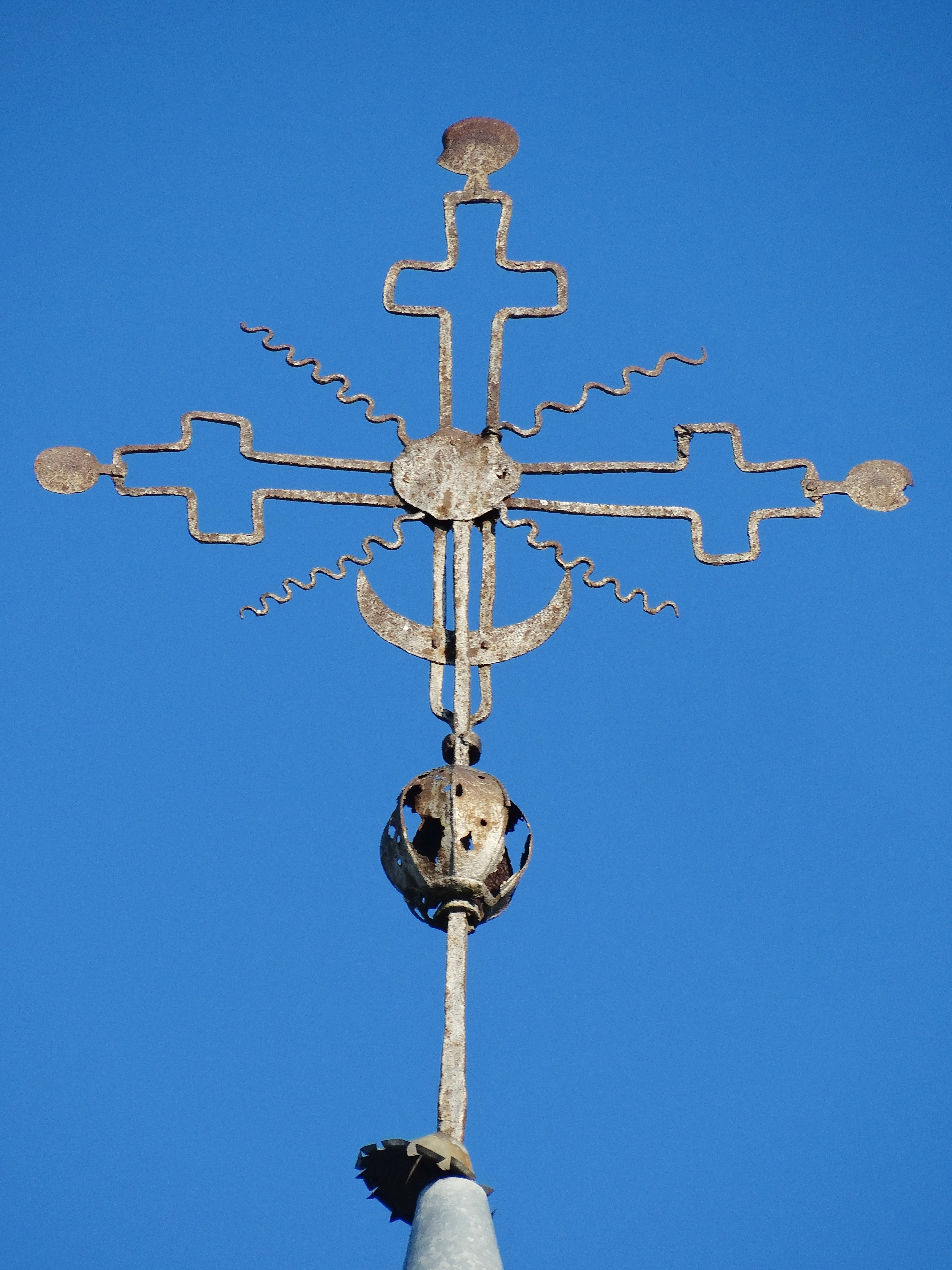
Серекияй церковный крест

Криждирбисте — традиционное литовское искусство обработки и украшения крестов. Включено ЮНЕСКО в Список нематериального культурного наследия человечества.
Изготовление крестов составляет важную часть литовской культуры. Хотя в настоящее время они связаны с католической религией — основной религией литовцев — литовские кресты берут начало с дохристианских верований литовцев и связаны с языческими столбами, символизирующими мировое дерево. Во второй половине 19 века при нахождении Литвы в Российской империи воздвижение крестов было запрещено, а кресты стали также одним из символов литовского народа. Воздвижение крестов было также запрещено в советский период.
Обычно кресты вырезаются из дуба, иногда содержат также металлические элементы. Мастера, изготовляющие кресты, были бродячими ремесленниками и передвигались по всей стране. Самым знаменитым резчиком крестов был Винцас Свирскис (1835—1916), сохранилось около 50 его крестов.
Стилизованные кресты (лит. Lietuviškasis kryžius) ставили у дорог, на кладбищах, около домов, а также около церквей. Кресты могли сочетать элементы архитектуры, скульптуры, живописи и художественной ковки, и были высотой от одного до пяти метров. Часто литовские кресты содержат символы солнца, геометрические символы, изображения растений, птиц, а также дерева жизни. Иногда около них ставят небольшие статуи. Кресты встречаются по всей Литве, но их особенно много в Жемайтии, Аукштайтии и Дзукии.
Около Шяуляя расположена Гора крестов — холм, на котором установлены около 50 тысяч крестов.